# Ariane Widmer Pham

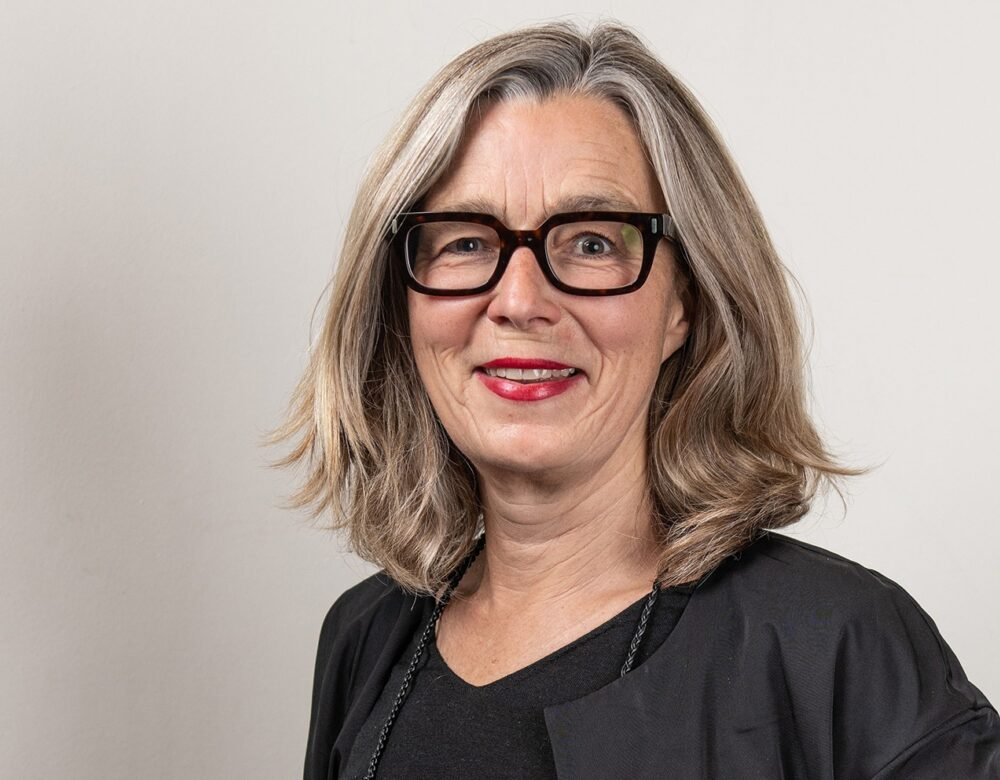
Ariane Widmer Pham (2022)

Ariane Widmer Pham (* 18. Oktober 1959 in Sion) ist eine Schweizer Architektin und Raumplanerin. Von 2003 bis 2019 leitete sie die Umsetzung des «Schéma directeur de l’Ouest Lausannois» des Kantons Waadt. Seit 2019 ist sie Kantonsplanerin des Kantons Genf. 2022 wurde sie mit dem Preis der Stiftung Dr. J. E. Brandenberger ausgezeichnet für ihr Engagement für eine Stadtplanung nach menschlichem Massstab. Ariane Widmer Pham ist die erste Architektin, die diesen Preis erhalten hat.

## Werdegang
Ariane Widmer Pham schloss 1986 ihr Architekturstudium an der EPF Lausanne ab. Zwischen 1990 und 2003 arbeitete sie in verschiedenen Architektur-, Städtebau- und Raumplanungsbüros unter anderem bei Z Architectes in Sierre und Lausanne. In dieser Zeit entwickelte sich ihr Interesse für die Stadt und die Stadtplanung. Zwischen 1999 und 2002 war sie ausserdem Designchefin und Stellvertreterin des technischen Direktors Rudolf Rast für die Expo.02. Von 2003 bis 2019 war Widmer Pham Projektleiterin des «Schéma directeur de l’Ouest Lausannois» des Kantons Waadt. Das Raumplanungsprojekt vermittelt eine langfristige Vision der Stadtentwicklung im Westen von Lausanne. Seit 2019 arbeitet Ariane Widmer Pham als Kantonsplanerin für den Kanton Genf. In dieser Funktion ist sie für den Richtplanung zuständig.

## Werk
Ariane Widmer Pham setzt sich dafür ein, Stadt und Raumplanung ganzheitlich zu denken. Einer ihrer Leitsätze lautet: «Keine Architektur ohne Stadt». Sie leitete die Umsetzung des Raumplanungsprojekt «Schéma directeur de l’Ouest Lausannois». Das Projekt gilt bis heute als eines innovativsten städtebaulichen Grossprojekte der Schweiz. Es wurde mit dem Wakkerpreis 2011 ausgezeichnet. Ariane Widmer Pham und ihr Team setzten mit dem Projekt und ihrem Vorgehen neue Massstäbe. Sie führte partizipative Verfahren ein und veranstaltete Testplanungen oder Architekturwettbewerbe. Das Vorgehen der Gemeinden von Lausanne West war pionierhaft. Inzwischen kennen weitere Agglomerationen der Schweiz vergleichbare Planungsstrukturen und -verfahren.
2022 wurde Ariane Widmer Pham mit dem Preis der Stiftung Dr. J.E. Brandenberger ausgezeichnet. Die Auszeichnung erhielt sie für ihr Engagement in Sachen nachhaltiger und lebenswerter Raumplanung und Raumentwicklung. Ariane Widmer Pham ist die erste Architektin, die diesen Preis erhalten hat. «Ariane Widmer Pham vernetzt seit Jahrzehnten mit viel Talent Menschen, Ideen und Gemeinden. Sie kümmert sich um die Gestalt der Stadt, hinterfragt ihren Sinn und begeistert andere für grosse wie auch für kleine Transformationen», sagte die Direktorin des Bundesamts für Raumentwicklung Maria Lezzi in ihrer Laudatio im Rahmen der Preisverleihung.

## Auszeichnungen
- 2011 Wakkerpreis: «Schéma directeur de l’Ouest Lausannois»[14]
- 2022 Preis der Stiftung Dr. J.E. Brandenberger für Engagement im Bereich Stadtentwicklung[15]